# María José Martí Gil
María José Martí Gil (Valderrobres, 1976) es una ingeniera industrial y emprendedora española especializada en inteligencia artificial (IA). Es fundadora y directora ejecutiva de ZeroError, una startup tecnológica, con sede en Nueva York, orientada a la detección de errores y la optimización de datos a través de IA.

## Trayectoria
Se licenció en ingeniera industrial en la Universidad Politécnica de Cataluña (UPC) en 1999. Ese mismo año, inició su carrera profesional en la consultora Accenture, donde lideró proyectos de transformación digital hasta 2005. Se trasladó a Estados Unidos y cursó un Maestría en Administración de Empresas (MBA) en la Escuela de Negocios Booth de la Universidad de Chicago de 2005 a 2007. En 2007, se incorporó a American Express, donde desempeñó varios puestos y llegó a ser directora financiera (CFO) de la división de productos financieros para Estados Unidos hasta dejar la empresa en 2017. Posteriormente, se incorporó a la empresa de seguros estadounidense MetLife, donde trabajó hasta 2022.
Durante la pandemia de COVID-19, decidió iniciar un proyecto empresarial y, en 2022, fundó ZeroError, con el respaldo del programa Microsoft for Startups Founders Hub de la empresa tecnológica Microsoft. La plataforma de ZeroError utiliza inteligencia artificial (IA) para identificar errores en bases de datos empresariales, con el objetivo de mejorar la calidad de los datos y optimizar los procesos de toma de decisiones.
A través de Zero Error, también dio a conocer un estudio sobre el consumo de agua en Cataluña, en el que se identificó que seis comarcas catalanas (Barcelonés, Vallés Occidental y Vallés Oriental, Bajo Llobregat, Tarragonés y El Maresme) concentran el 70 % del consumo de agua en la comunidad autónoma. El análisis utilizó datos desde 1950, incluyendo precipitaciones, caudales de embalses y temperaturas. Según el estudio, seis de los diez episodios de sequía más intensos en Cataluña han ocurrido desde 2006. La IA facilita la identificación de patrones y la proyección de escenarios futuros a partir de datos históricos, lo que, según el estudio, puede contribuir a una gestión más sostenible del agua.
Fue ponente en el evento tecnológico The Wave 2025, celebrado en Zaragoza, donde presentó la charla Cero errores en datos: la revolución de la IA en la toma de decisiones en la que presentó casos prácticos del uso de la inteligencia artificial para detectar errores y mejorar la calidad de los datos empresariales, mostrando cómo empresas han logrado ahorros significativos en pocos meses con la plataforma ZeroError.

## Reconocimientos
En 2025, María José Martí Gil fue galardonada con el Premio DonaTIC en la categoría de Emprendedora, otorgado por la Generalitat de Cataluña, en reconocimiento a su trayectoria profesional y su impacto en el ámbito tecnológico.